# 海關緝毒犬培訓中心
海關緝毒犬培訓中心是位於台灣台中市后里區的緝毒犬培訓中心，隸屬於中華民國財政部關務署，2008年6月啟用，專事育種及培訓緝毒犬。佔地13公頃，鄰近后里馬場，是利用已裁撤的國防部軍犬育訓中心舊址整建而成的。
中心內包含幼犬區、產房、犬舍、活動區、訓練區等設施。

## 爭議
過往海關緝毒犬培訓中心未能完成訓練的「不適訓犬」皆是公開對外標售。2012年，此種作法遭到動保人士黃泰山反對。2015年，許多民眾亦對此表示抗議，使財政部更改相關規定，不再標售不適訓犬，而是透過動保團體送養。

## 外部連結
- 海關緝毒犬官網 （页面存档备份，存于）